# Sanktuarium Najświętszej Maryi Panny Wspomożycielki Wiernych w Rumi
Sanktuarium Najświętszej Maryi Panny Wspomożycielki Wiernych w Rumi – rzymskokatolickie sanktuarium znajdujące się w Rumi, w parafii pod tym samym wezwaniem. Wchodzi w skład dekanatu Reda.

## Historia
W 1937 w Rumi pracę rozpoczął salezjanin ks. Jan Kasprzyk. Na terenie przyszłego kościoła stanęła kaplica, wraz z domem mieszkalnym, poświęcona 8 grudnia 1938 przez biskupa Stanisława Okoniewskiego.

### Kalendarium
- 1 maja 1957 - przy kaplicy erygowano parafię.
- 18 lutego 1977 - erygowano dom zakonny.
- 1979 - parafia otrzymała zgodę na budowę kościoła i domu zakonnego.
- 1982-1986 - budowa kościoła wg. projektu architekta Leopolda Taraszkiewicza. W trakcie budowy w ścianę wmurowano kamień węgielny pochodzący z bazyliki św. Piotra.
- 16 października 1988 - Abp Marian Przykucki konsekrował kościół.
- 1989 - peregrynacja kopii obrazu Matki Boskiej Częstochowskiej.
- 1999 - peregrynacja figury MB Fatimskiej.
- 2007 - obchody 50-lecia parafii i 70-lecie posługi salezjanów w Rumi.
- 12 października 2012 - metropolita gdański Sławoj Leszek Głódź dokonał koronacji rumskiego obrazu Maryi koronami biskupimi.
- 24 maja 2013 - Biskup Głódź ustanowił kościół sanktuarium NMP Wspomożycielki Wiernych.

### Nadanie tytułu sanktuarium
Od momentu przybycia salezjanów do miasta rozwijał się kult NMP Wspomożenia Wiernych. W liturgiczną uroczystość św. Jana Bosko, 31 stycznia 1949 roku bp Kazimierz Kowalski dokonał poświęcenia obrazu Wspomożycielki Wiernych, namalowanego przez ks. Władysława Luteckiego z Jarosławia. Obraz był darem i wyrazem wdzięczności pracowników tego zakładu. Poświęcony obraz zawieszono w głównym ołtarzu kaplicy. Przez kolejne lata kult maryjny w Rumi znacznie się rozwijał. Wierni składali swoje wota za łaski otrzymane za wstawiennictwem Wspomożycielki. 12 października 2012 roku metropolita gdański Sławoj Leszek Głódź dokonał koronacji obrazu koronami biskupimi, zaś 24 maja 2013 roku uczynił kościół sanktuarium NMP Wspomożycielki Wiernych.

## Opis
Kościół składa się z dwóch kondygnacji. W kościele górnym, w bocznych ołtarzach, znajdują się figury NSPJ oraz św. Jana Bosko. Na ścianach znajdują się stacje Drogi Krzyżowej. W kościele znajdują się 54-głosowe organy.

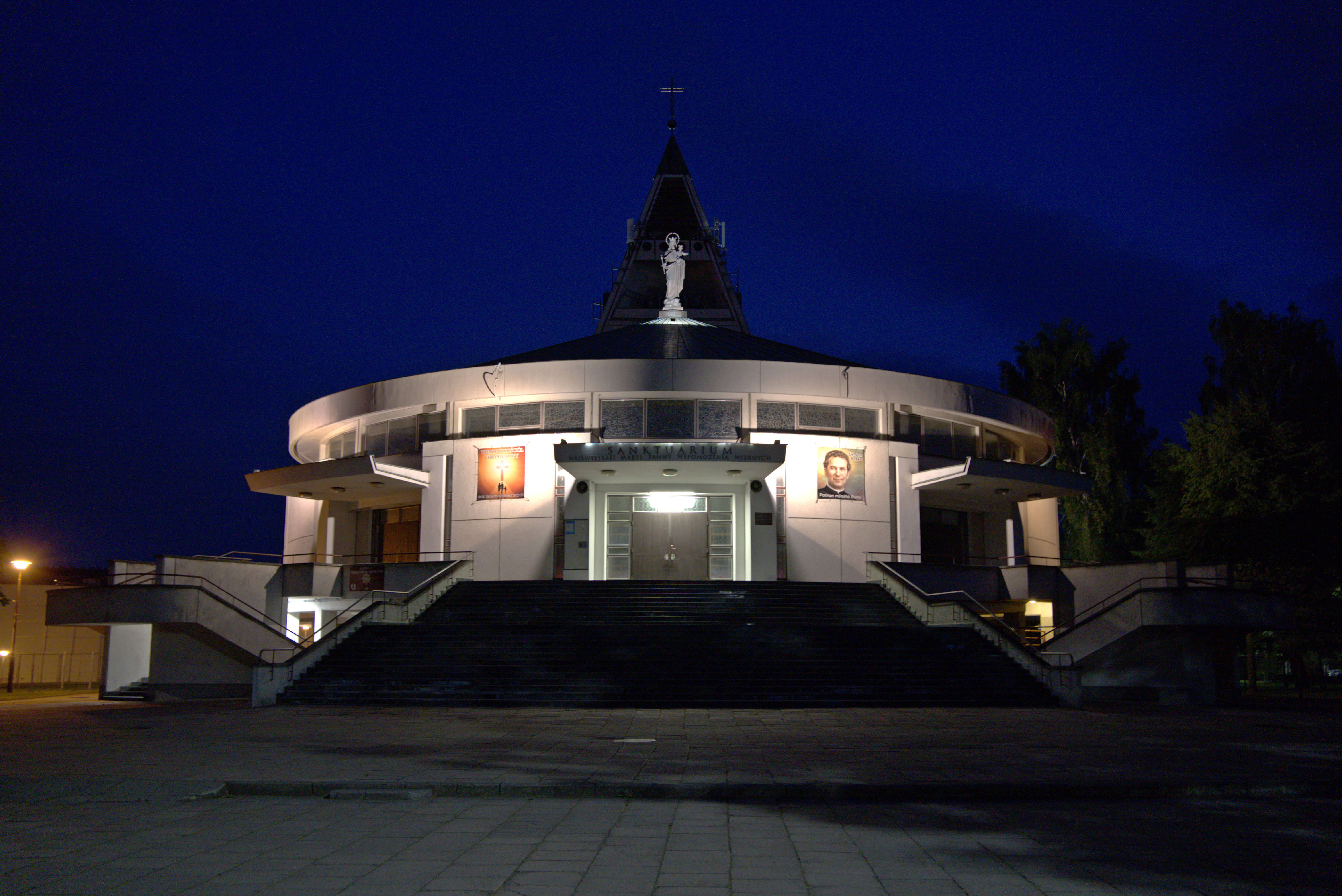
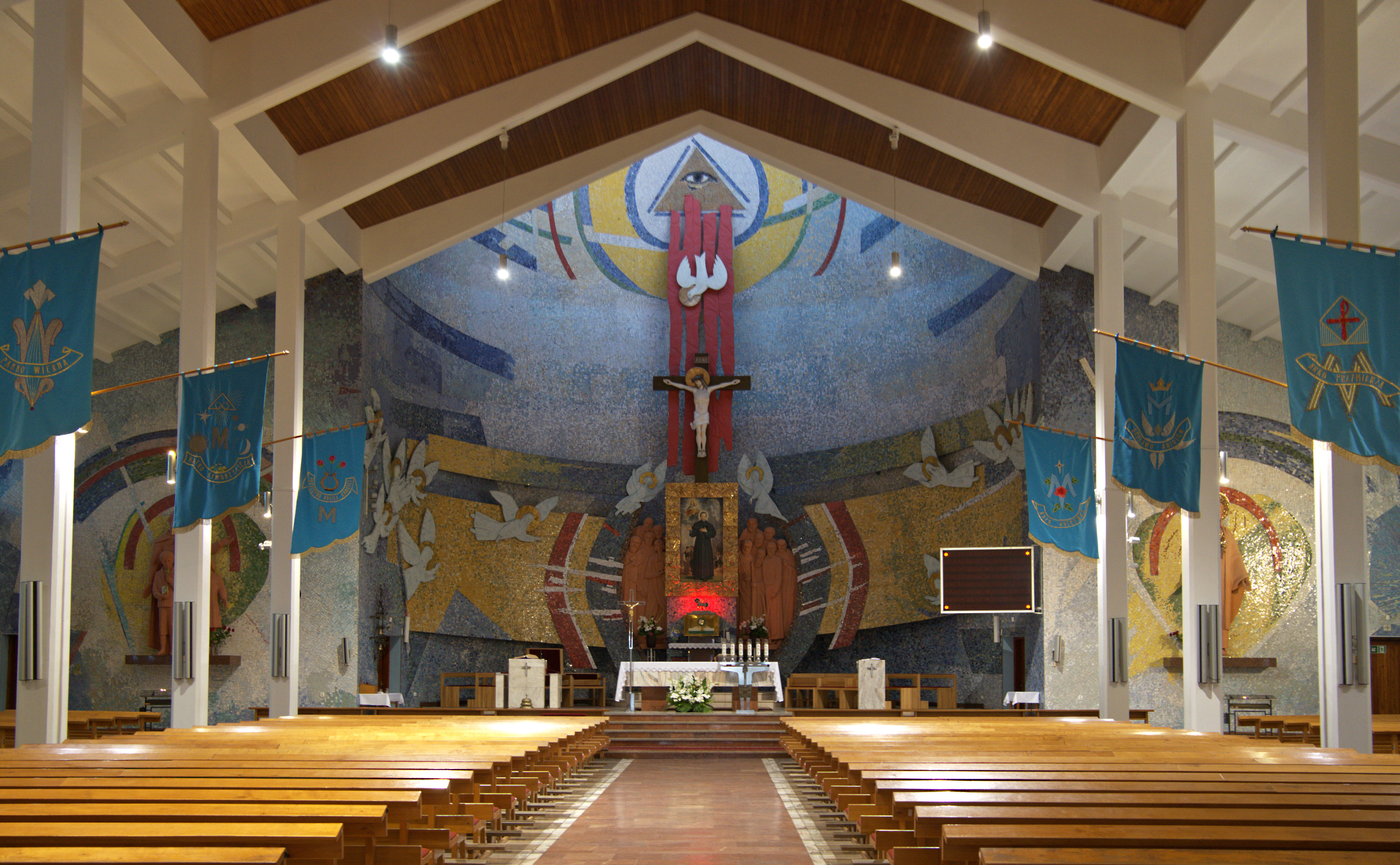